# 佐伯庸介
佐伯 庸介（さえき ようすけ、1981年4月27日 - ）は、日本のライトノベル作家、漫画原作者、司書である。

## 概要
『昔勇者で今は骨』はアークライトコミックにてコミカライズ連載されている。また、『グリモアレファレンス 図書委員は書庫迷宮に挑む』は電撃文庫の企画「電撃文庫朗読してみた」にも起用された。また、「週刊少年チャンピオン」で連載されている漫画『ルパン三世 異世界の姫君』では脚本を務めている。

## 作品一覧
- 『ストレンジ・ロジック 鬼の見る夢』（イラスト: nini、2004年9月10日、ISBN 9784840227889、電撃文庫〈KADOKAWA〉）[9]
- 『天命の書板 不死の契約者』（イラスト: 七原冬雪、2015年2月20日、ISBN 978-4-7580-4677-0、一迅社文庫〈一迅社〉）[10]
- 『昔勇者で今は骨』シリーズ（イラスト: 白狼、電撃文庫〈KADOKAWA〉）[11]
  1. 2017年12月9日[12]、ISBN 978-4-04-893514-2
  2. 『双竜の転生者』、2018年4月10日[13]、ISBN 978-4-04-893802-0
  3. 『勇者と聖邪』、2018年10月10日[14]、ISBN 978-4-04-912102-5
  4. 『わたしからあなたへ』、2019年2月9日[15]、ISBN 978-4-04-912325-8
  5. 『東国月光堕天仙骨無幻抜刀』、2020年6月10日[16]、ISBN 978-4-04-913216-8
- 『女子高生とツッコミながら読む古事記』（イラスト: 一束、2019年11月25日、ISBN 978-4-7753-1790-7、新紀元社）[17]
- 『グリモアレファレンス』シリーズ（イラスト: 花ヶ田、電撃文庫〈KADOKAWA〉）
  1. 『図書委員は書庫迷宮に挑む』、2020年12月10日[18]、ISBN 978-4-04-913075-1
  2. 『貸出延滞はほどほどに』、2021年5月8日[19]、ISBN 978-4-04-913729-3
- 『帝国第11前線基地魔導図書館、ただいま開館中』シリーズ（イラスト: きんし、ガガガ文庫〈小学館〉）
  1. 2023年10月18日[20]、ISBN 978-4-09-453155-8
  2. 『王国研修出向』、2024年4月18日[21]、ISBN 978-4-09-453181-7
  3. 『疾駆せよ移動図書館アーキエーア』、2024年9月18日[22]、ISBN 978-4-09-453211-1